# Academia.edu
Academia.edu è un social network dedicato alla condivisione di testi accademici.
Nacque nel 2008 su un'idea di Richard Price, ex studente a Oxford.

## Storia
Il dominio «Academia.edu» è stato registrato nel 1999, prima che il dominio di primo livello .edu venisse regolamentato, divenendo un'esclusiva delle istituzioni educative universitarie; tutti i domini .edu registrati prima del 2001 possono mantenere il proprio servizio senza dover sottostare alla regolamentazione posteriore.
Nel novembre 2011 Academia.edu ha raccolto 4,5 milioni di dollari da Spark Capital e True Ventures;  precedentemente aveva già ottenuto 2,2 milioni da Spark Ventures; Mark Shuttleworth, Thomas Lehrman e Rupert Pennant-Rea furono tra i primi investitori.

## Descrizione
Academia.edu ha l'obiettivo di fornire una distribuzione immediata della ricerca; l'azienda si è anche opposta al Research Works Act.
Le clausole di academia.edu riservano al sito il diritto di produrre opere derivate da quelle pubblicate dagli autori. L'iscrizione è richiesta sia per l'inserimento sia per la visualizzazione dei contenuti, che non possono essere esportati in modalità automatica su altre piattaforme. Per tali motivi, è stato qualificato come una rete sociale (social network) al servizio della ricerca piuttosto che come un archivio aperto.

Diversamente dagli archivi istituzionali o disciplinari pubblici, le banche dati chiuse e proprietarie non garantiscono la conservazione digitale dei testi nel lungo termine. Peraltro, al 2019 gli articoli di academia.edu non possono essere archiviati nemmeno nel sito archive.org (ovvero archive.is).

## Vantaggi e svantaggi
Academia.edu è stato descritto come un «enorme affare» da The Singularity Hub, perché i ricercatori «possono avere un accesso facile e veloce ai lavori dei colleghi, e ottengono un riscontro quantificabile delle loro materie di ricerca». TechCrunch ha sottolineato come Academia.edu fornisca agli scienziati «un modo efficiente e potente di distribuire le loro ricerche». In molti, tuttavia, rilevano una serie di rischi legati al fatto che il social network non effettua alcun tipo di verifica sul contenuto immesso, consentendo la diffusione di articoli apertamente antiscientifici, complottisti o negazionisti. In aggiunta, è da più parti criticata la strategia di marketing del social network, che si propone come un repository open access pur facendo capo a un privato, e che si finalizza principalmente a ottenere l'attivazione di un account a pagamento da parte dell'utente.